# Ngaren (Ngadirejo)
Ngaren is een bestuurslaag in het regentschap Temanggung van de provincie Midden-Java, Indonesië. Ngaren telt 1549 inwoners (volkstelling 2010).